# La informació vol ser lliure

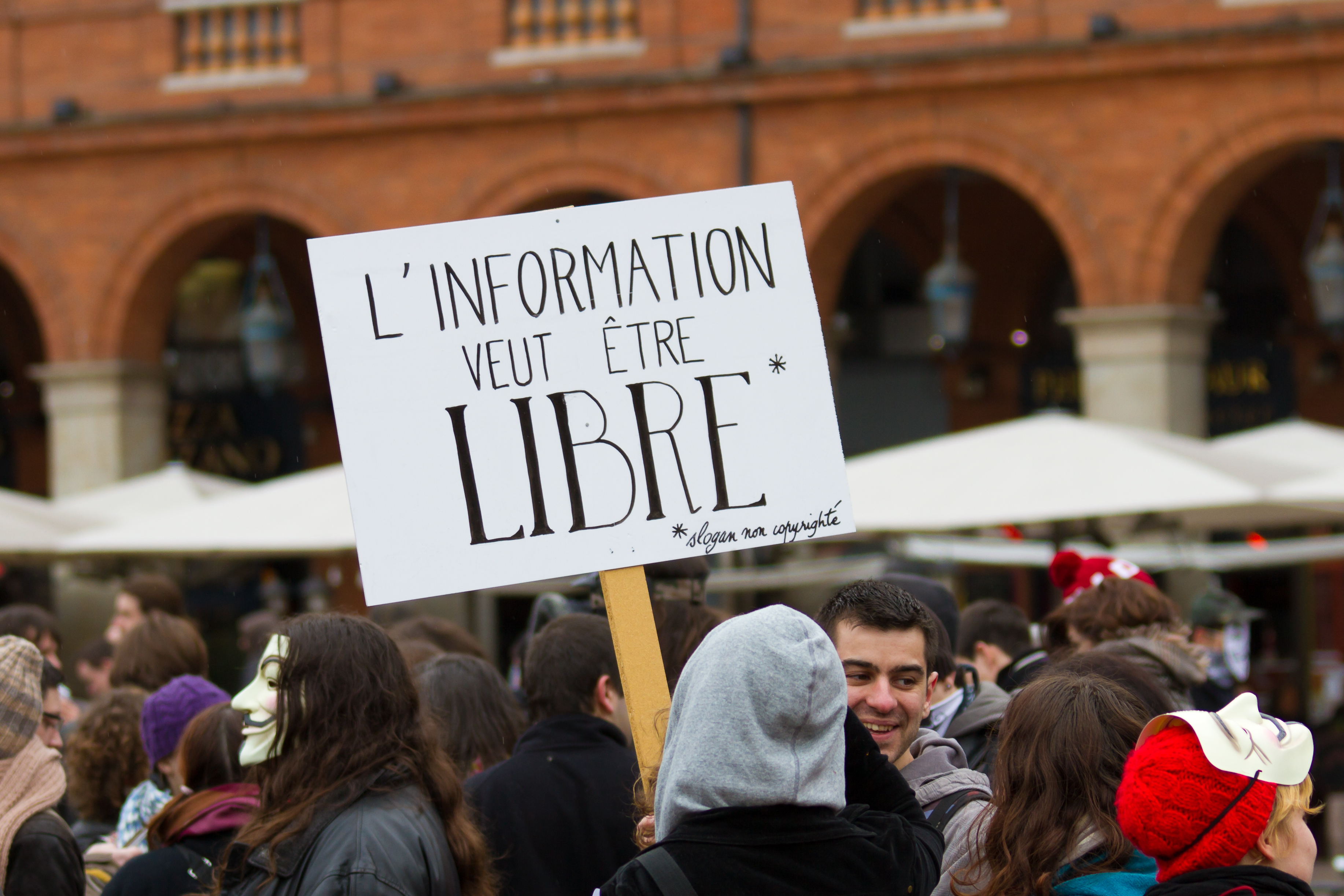
L'information veut être libre slogan non copyrighté.
La informació vol ser lliure (eslògan sense copyright). Cartell de protesta a una protesta contra l'ACTA a Tolosa de Llenguadoc el 2012.

La informació vol ser lliure (traducció de l'anglès Information wants to be free) és una expressió que forma part de la història del moviment pel contingut lliure a l'àmbit informàtic des que Stewart Brand la va pronunciar el 1984. Aquesta frase va ser registrada per primera vegada pronunciada per Stewart Brand durant la primera Conferència de Hackers de 1984 dirigint-se a Steve Wozniak:
| « | Per un cantó, la informació vol ser cara, perquè és tan valuosa. La informació adequada en el moment just pot canviar-te la vida. Per altra banda, la informació vol ser lliure, perquè el cost d'obtenir-la es redueix cada vegada més i més. Així doncs, tens aquests dos aspectes lluitant un contra l'altre. | » |

Els comentaris de Brand en la conferència van ser transcrits en la Whole Earth Review i una versió posterior apareix en 'The Media Lab: Inventing the Future at MIT':
| « | La informació vol ser lliure. La informació vol ser cara. ... Aquesta tensió no s'esfondrarà. | » |

Les diverses formes de la declaració original són ambigües: el lema es pot usar per defensar els beneficis tant de la informació privatitzada com de l'alliberada/lliure/oberta, o fins i tot totes dues. No hem d'oblidar que en anglès el terme free pot voler dir tan gratuït com lliure.
El 1990, Richard Stallman va afegir un matís normatiu al lema de Brand: 
| « | Crec que tota informació d'ús general hauria de ser lliure (free). Quan dic 'free' no em refereixo al preu, sinó a la llibertat de copiar la informació per adaptar-la als propis usos... Quan la informació és d'ús general, el fet de redistribuir-la enriqueix tota la humanitat independentment de qui la distribueix i qui la rep. | » |